# William Wilfred Sullivan
Pour les articles homonymes, voir Sullivan.
William Wilfred Sullivan (né le 6 décembre 1839, décédé le 30 septembre 1920) était un homme politique canadien qui fut premier ministre de la province de l'Île-du-Prince-Édouard de 1879 à 1889.

## Sources
1. ↑  The Canadian parliamentary companion

- Biographie sur le dictionnaire biographique du Canada